# Dvirkivsjtjyna

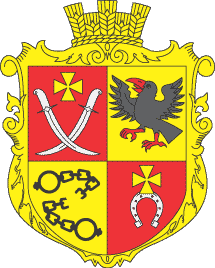
Vapensköld.

Dvirkivsjtjyna (ukrainska: Двірківщина) är en ukrainsk by belägen i Kiev oblast, 130 kilometer öster om landets huvudstad Kiev. Byn ligger nära staden Jahotyn. Den är också ett administrativt säte för det lokala landsbygdssamfundet (silrada) inbegripandes fyra byar. Samfundet grundades 1984 från ett statskontrollerat gårdssamhälle.
Samhället är känt som fotbollsspelaren Andrij Sjevtjenkos födelseplats. Han har bland annat spelat i AC Milan.